# یاشنگ (شهرستان رادومسکو)
یاشنگ (به لاتین: Jasień) یک روستا در لهستان است که در گمینا کوبیله ویلکیه واقع شده‌است.